# Chahrazed Helal

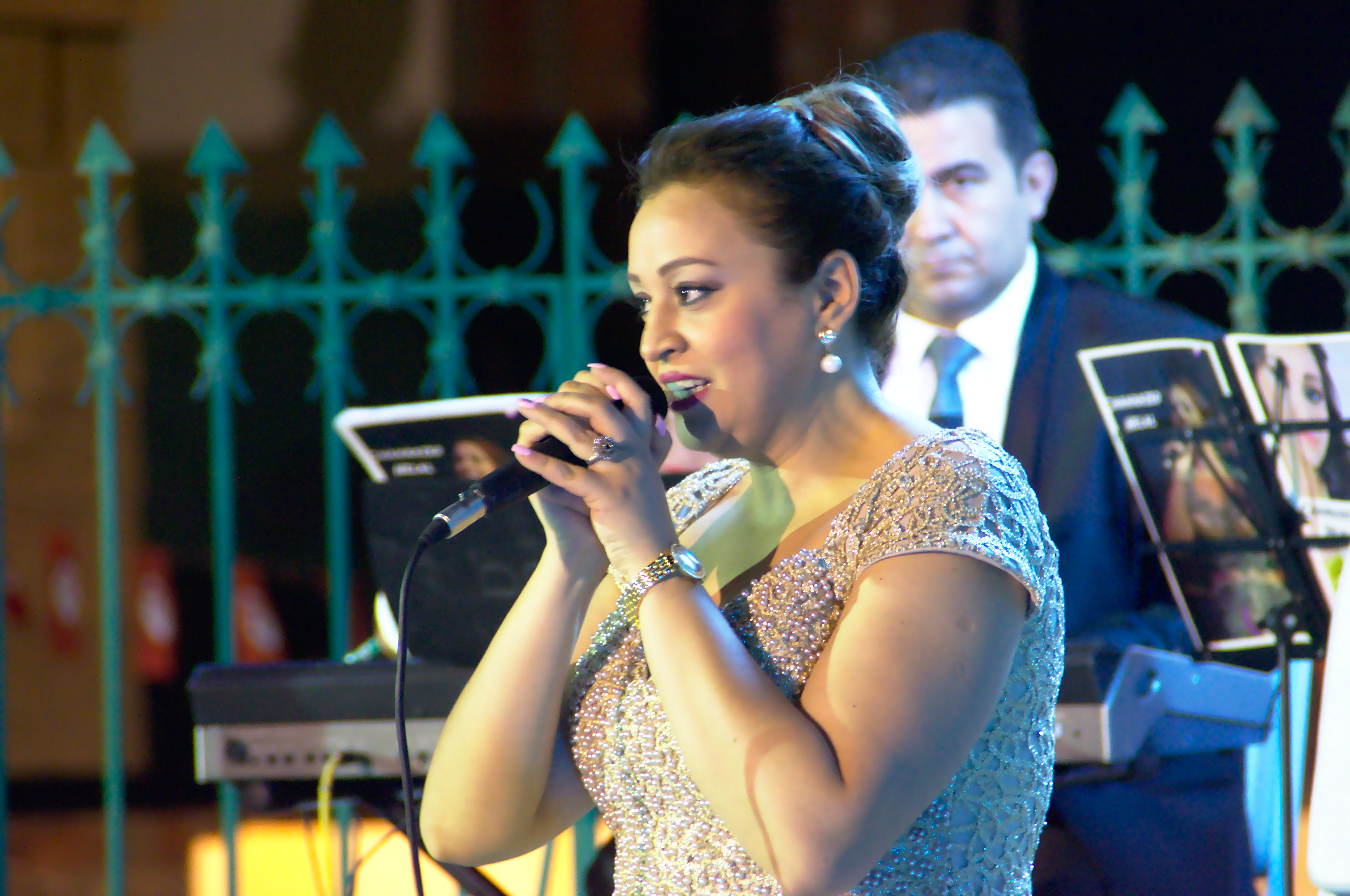
Chahraze Helal

Chahrazed Helal (tiếng Ả Rập: شهرزاد هلال) là một ca sĩ người Tunisia biểu diễn chủ yếu bằng tiếng Ả Rập. Cô cũng giảng dạy âm nhạc tại Học viện âm nhạc cao cấp của Đại học Tunis (Acadut supérieur de musique). Trong 20 năm qua, Helal không chỉ xuất hiện tại Lễ hội âm nhạc Carthage mà còn biểu diễn tại nhiều sự kiện quốc tế. Được coi là một trong những ca sĩ giỏi nhất Tunisia, cô đã nhận được nhiều giải thưởng, bao gồm cả nữ ca sĩ xuất sắc nhất tại Lễ hội âm nhạc Ả Rập 2010 và 2013.

## Tiểu sử
Sau bảy năm học tại Học viện Supérieur de Musique ở Tunis, năm 1999, Chahraened Helal đã nhận được bằng tốt nghiệp về âm nhạc Ả Rập. Tiếp tục việc học của mình, năm 1923, cô đã lấy được bằng thạc sĩ Lịch sử Âm nhạc và Âm nhạc học. Năm 2012, với một luận án dưới sự chỉ đạo của các nhà âm nhạc học Nicolas Meeus về "La tạo musicale truyền thống entre et modernité: approche analytique du tiết mục de Mohammed 'Abd al-Wahhab", cô nhận được học vị tiến sĩ từ Đại học Paris-Sorbonne.
Kể từ khi cô bắt đầu sự nghiệp ca hát vào cuối những năm 1990, Helal đã xuất hiện trong các sự kiện và buổi hòa nhạc âm nhạc Ả Rập tại Tunisia và nước ngoài. Chúng bao gồm các buổi biểu diễn tại Viện Thế giới Ả Rập ở Paris (1998), Liên hoan Âm nhạc Ả Rập Cairo (1998) và Liên hoan Quốc tế về Carthage (2003, 2007, 2010). Năm 2011, cô hát ở Hy Lạp, cùng với Dàn nhạc Giao hưởng Thessaloniki. Vào năm 2014, cô đã nhận được sự hoan nghênh cho màn trình diễn của mình tại Lễ hội võ thuật ở Tunisia. Cô cũng đã biểu diễn ở Hamburg, Đức (2017).
Trên 13 Tháng tám 2018, Helal đóng vai chính trong một buổi hòa nhạc tại Liên hoan âm nhạc quốc tế tại Hammamet, nơi cô biểu diễn bài hát trong Sufi và Bedouin truyền thống kết hợp với lễ kỷ niệm tôn vinh phụ nữ Tusisian. Cô cũng hát một số sáng tác của riêng mình.
Chahraened Helal cũng đã thực hiện một số bản ghi âm bao gồm "Narou zadat" (đĩa đơn, 2010), Law Tensa (album, 2011), Tarabiyyat (album, 2012), "Ya Hmama" (đĩa đơn, 2014), "Ech Mazel" (đĩađơn, 2015), "Bledi l'Aziza" (đĩađơn, 2015) "Lik Amana" (đĩađơn, 2016) và Yamma (đĩađơn, 2017) .